# Stachys (apoštol)
Svatý Stachys (řecky Στάχυς) byl první biskup Byzantionu (38 - 54) a apoštol.

## Život
Byl jedním ze sedmdesáti učedníků, následovník Ondřeje a Pavla z Tarsu. Roku 38 Ondřej založil církev v Byzantionu (později Konstantinopolský patriarchát), a jmenoval jej biskupem. Jak uvádí synaxarion, postavil kostel, který se stal místem setkání mnohých křesťanů. Jeho nástupcem se stal Onesimos.
Křesťana jménem Stachys zmiňuje svatý Pavel v závěru Listu Římanům (Řím 16, 9 (Kral, ČEP)), ale není jisté, zda se jedná o tutéž osobu.
Jeho svátek se slaví 31. října